# My Aim Is True
My Aim Is True дебитантски је студијски албум енглеског кантаутора Елвиса Костела, првобитно објављен у Уједињеном Краљевству 22. јула 1977. у издању Stiff Records-а. Албум је у САД објављен 1. новембра 1977. године.

## О албуму
Рани УК омоти имају црно-белу фотографију на предњој страни са црвеним словима и неколико различитих боја на леђима укључујући:
- Жута задња верзија (My Aim Is True (ламинирано), My Aim Is True (неламинирано), My Aim Is True (промо)
- Ружичаста задња верзија (My Aim Is True)
- Плава задња верзија (My Aim Is True)
- Наранџаста задња верзија (My Aim Is True)
- Верзија са зеленом позадином (My Aim Is True)
- Љубичаста задња верзија (My Aim Is True)
- Гримизна задња верзија (My Aim Is True)
- Беж задња верзија (My Aim Is True)

Ране корице такође имају различите ознаке произвођача на задњој корици и етикети. Сматра се да постоји најмање 11 различитих варијација омота. За каснија издања је додата зелена нијанса на предњој слици и зелену позадину.
Први амерички примерци (1977) имају жуту позадину корица. Сва репресија и реиздања од 1978. године имају белу позадину корица.
Када је реч о песмама, доминантна емоција на албуму My Aim Is True јесте одсуство задовољства, отворено изражено у Blame It On Cain и Mystery Dance. 
No Dancing је још једна песма у којој се изједначавају плес и секс.
А извођењем нумере Mystery Dance у духу једног Џери Ли Луиса, живим извођењем уз The Attractions да ће стећи једну сасвим нову димензију.
Албум је био на 14. месту на топ-листи у Британији. Привукао је и друге музичаре да обраде неке од нумера са албума.
Ја сам рокенрол...— Елвис Костело - 2004.

## Списак песама
Аутор(и) свих текстова: Елвис Костело. 
| №   | Назив                                | Трајање |  |
| 1.  | Welcome To The Working Week          | 1:23    |  |
| 2.  | Miracle Man                          | 3:33    |  |
| 3.  | No Dancing                           | 2:43    |  |
| 4.  | Blame It On Cain                     | 2:53    |  |
| 5.  | Alison                               | 3:25    |  |
| 6.  | Sneaky Feelings                      | 2:12    |  |
| 7.  | (The Angels Wanna Wear My) Red Shoes | 2:49    |  |
| 8.  | Less Than Zero                       | 3:18    |  |
| 9.  | Mystery Dance                        | 1:13    |  |
| 10. | Pay It Back                          | 2:36    |  |
| 11. | I'm Not Angry                        | 3:02    |  |
| 12. | Waiting For The End Of The World     | 3:26    |  |